# David Feistel
Johann David Feistel (* 30. Januar 1824 in Altgommla; † im 19. oder 20. Jahrhundert) war ein deutscher Ökonom und Landtagsabgeordneter.

## Leben
Feistel war der Sohn von Johann David Feistel, einem wohlhabenden Einwohner von Altgommla und dessen Ehefrau Johanna Christiane Rosine geborene Schenderlein aus Neugromma. Sein Bruder Heinrich Feistel war ebenfalls Landtagsabgeordneter und Landtagspräsident. Feistel war evangelisch-lutherischer Konfession. Feistel lebte als Ökonom in Altgommla.
Vom 25. November 1872 bis zum 29. Juli 1878 war er Abgeordneter im Greizer Landtag. Er wurde in allgemeinen Wahlen im Wahlkreis 5 gewählt.